# Hans-Hubert Sonntag
Hans-Hubert Sonntag (* 16. April 1954) ist ein deutscher Schachspieler.
Vereinsschach spielt er als Mannschaftsführer beim Aachener Schachverein 1856 überwiegend in der 2. Bundesliga West und der Oberliga Nordrhein-Westfalen sowie in der Saison 2019/21 in der 1. Bundesliga. Vorher spielte Sonntag zuletzt in der Saison 1995/96 in der 1. Bundesliga. In den 1980er-Jahren spielte er für den rheinland-pfälzischen SC Kettig, der es als reiner Amateurverein bis zum vierten Platz in der höchsten deutschen Spielklasse schaffte, dann für die SG Bochum 31. Sein Jugendverein war der SV Rottweil.
In der belgischen Interclubs-Liga wurde er insgesamt zwölfmal Landesmeister. Sonntag nahm dreimal am European Club Cup teil, und zwar 1995 mit dem SK Rochade Eupen-Kelmis, 2003 in Rethymno für den KSK 47 Eynatten und 2013 auf Rhodos mit den Schachfreunden Wirtzfeld. In Luxemburg spielte er für De Sprénger Echternach und wurde mit diesem 2005, 2006, 2015 und 2018 Mannschaftsmeister.
1987 erhielt er den Titel FIDE-Meister und im selben Jahr noch den Titel Internationaler Meister. Seit September 2016 trägt er den Titel FIDE-Trainer.

## Erfolge
- Sieger des 2. Internationalen Opens von Cádiz 1991 vor Carlos Garcia Palermo
- Siebenfacher Landesmeister von Belgien mit dem SK Rochade Eupen-Kelmis 1994–2000
- Dreifacher Landesmeister von Belgien mit dem KSK 47 Eynatten 2003–2005
- Zweifacher Landesmeister von Belgien mit den Schachfreunden Wirtzfeld in der Saison 2008/09 und 2012/13